# 于炼
于炼（1962年—），汉族，中华人民共和国政治人物、第十一届全国政协委员。
加入中国致公党，担任致公党中央委员、中国城市建设控股集团有限公司总裁。2008年，当选第十一届全国政协委员，代表经济界，分入第三十七组。并担任港澳台侨委员会专委。